# أسرة صرفية
في اللغويات، تصريف الأسماء أو تصريف الاسم أو الأسرة الصرفية[بحاجة لمصدر] هي تغيير شكل الكلمة بشكل عام للتعبير عن وظيفتها النحوية في الجملة، عن طريق بعض التصريف. قد تنطبق التصريفات على الأسماء والضمائر والصفات والأحوال والمحددات إلى الرقم (مثل المفرد والمزدوج والجمع)، والحالة (مثل الحالة الاسمية، وحالة النصب، والحالة المضاف إليها، وحالة الجر)، والجنس (على سبيل المثال المذكر، والمحايد، والمؤنث). ) وعدد من الفئات النحوية الأخرى. وفي الوقت نفسه، يسمى التغيير التصريفى للأفعال بالاقتران.
توجد الأسرة الصرفية في العديد من لغات العالم. إنها جانب مهم من العائلات اللغوية مثل الكتشوا (أي اللغات الأصلية في جبال الأنديز)، والهندوأوروبية (مثل الألمانية والأيسلندية والليتوانية واللاتفية والسلافية والسنسكريتية واللاتينية واليونانية القديمة والحديثة والألبانية والرومانية والكردية، والأرمنية الكلاسيكية [الإنجليزية] والحديثة)، والبانتو (مثل الزولو والكيكويو)، والسامية (مثل العربية الفصحى الحديثة)، والفنلندية الأوغرية (مثل المجرية والفنلندية والإستونية)، والأتراكية (مثل التركية).

## وصلات خارجية
- الأمثل الحالة: توزيع الحال في ألمانيا، أيسلندا قبل ديتر فوندرليش
- قاموس اللسانيات: الإنحراف
- قاموس اللسانيات: قاعدة, الجذعية, جذر
- قاموس اللسانيات: عيب النموذج
- قاموس اللسانيات: قوي الفعل
- قاموس اللسانيات: تصريف العبارة (IP), إينفل ... , AGR, متوترة
- قاموس اللسانيات: Lexicalist الفرضية
- اليونانية الكلاسيكية الإنحراف